# Limite
Em matemática, a noção de limite é usado para descrever o comportamento de uma função à medida que o seu argumento se aproxima de um determinado valor, assim como o comportamento de uma sequência de números reais, à medida que o índice (da sequência) vai crescendo, i.e. tende para infinito {\displaystyle (+\infty )}. Os limites são usados no cálculo diferencial e integral e em outros ramos da análise matemática para definir derivadas, continuidade de funções, soma de Riemann, integrais definidas e integrais impróprias.

## Limite de uma sequência
Seja {\displaystyle x_{1},x_{2},\ldots } uma sequência de números reais. A expressão:
{\displaystyle \lim x_{i}=L}
significa que, para índices {\textstyle i} suficientemente grandes, os termos {\textstyle x_{i}} da sequência estão arbitrariamente próximos do valor {\textstyle L.} Neste caso, dizemos que o limite da sequência é  {\textstyle L.}
A forma usual de escrever isso, em termos matemáticos, pode ser interpretada como um desafio. O desafiante propõe quão perto de {\textstyle L} os termos da sequência devem chegar, e o desafiado deve mostrar que, a partir de um certo índice {\textstyle i}, os demais termos da sequência estão tão ou mais perto de {\textstyle L} quanto solicitado.
Ou seja, qualquer que seja o intervalo em torno de {\textstyle L} (dado pelo desafiante), por exemplo, o intervalo aberto {\textstyle (L-\epsilon ,L+\epsilon )} com {\textstyle \epsilon >0}, o desafiado deve exibir um número natural {\displaystyle N} tal que {\textstyle \forall i} com {\textstyle i>N} tem-se que  {\textstyle x_{i}\in (L-\epsilon ,L+\epsilon )}.
Formalmente, o que foi dito acima se expressa assim:
{\displaystyle \forall \epsilon >0,~\exists N\in \mathbb {N} ;\forall i\in \mathbb {N} \land ~i\geq N\Rightarrow |x_{i}-L|<\epsilon }

## Limite de uma função
Suponhamos que {\textstyle f(x)} é uma função real e que {\textstyle c} é um número real. A expressão:
{\displaystyle \lim _{x\to c}f(x)=L}
significa que {\textstyle f(x)} se aproxima tanto de {\textstyle L} quanto quisermos, quando se toma {\textstyle x} suficientemente próximo de {\textstyle c}. Quando tal acontece dizemos que o limite de {\textstyle f(x)}, à medida que {\textstyle x} se aproxima de {\textstyle c}, é {\textstyle L}. 
Note-se que esta definição não exige (ou implica) que {\textstyle f(c)=L}, nem sequer que {\textstyle f(x)} esteja definida em {\textstyle c}. Agora,  no caso de {\textstyle f(c)} existir (estar definido) e 
{\displaystyle \lim _{x\to c}f(x)=f(c)}
diz-se que {\textstyle f(x)} é contínua no ponto {\textstyle c}.

### Exemplos
Consideremos 
{\displaystyle f(x)={\frac {x}{x^{2}+1}}}
à medida que {\textstyle x} se aproxima de {\textstyle 2}, i.e busquemos calcular
{\displaystyle \lim _{x\to 2}f(x)=\lim _{x\to 2}{\frac {x}{x^{2}+1}}}
Neste caso, {\textstyle f(x)} está definida em {\textstyle 2} e é igual ao seu limite: {\textstyle 0,\!4,} vejamos:
| f(1,9) | f(1,99) | f(1,999) | f(2)                                                         | f(2,001) | f(2,01) | f(2,1) |
| 0,4121 | 0,4012  | 0,4001   | {\displaystyle \rightarrow } 0,4 {\displaystyle \leftarrow } | 0,3998   | 0,3988  | 0,3882 |

À medida que {\textstyle x} aproxima-se de {\textstyle 2}, {\textstyle f(x)} aproxima-se de {\textstyle 0,\!4} e consequentemente temos
{\displaystyle \lim _{x\to 2}f(x)=0,\!4}
Ou seja, {\textstyle f(x)} é contínua no ponto {\textstyle 2}.
Vejamos, agora, o seguinte exemplo de uma função não contínua (descontínua):
{\displaystyle g(x)=\left\{{\begin{matrix}{\frac {x}{x^{2}+1}},&{\mbox{se }}x\neq 2\\\\0,&{\mbox{se }}x=2.\end{matrix}}\right.}
O limite de {\textstyle g(x)} à medida que {\textstyle x} se aproxima de {\textstyle 2} é {\textstyle 0,\!4} (tal como no exemplo acima), mas 
{\displaystyle g(2)=0\neq \lim _{x\to 2}g(x)} 
e consequentemente {\textstyle g(x)} não é contínua em {\textstyle x=2}.
Consideremos, agora, mais o seguinte  exemplo de uma função descontínua:
{\displaystyle h(x)={\frac {x-1}{{\sqrt {x}}-1}}}
Apesar de {\textstyle h(x)} não estar definida em {\textstyle x=1}, pode-se demonstrar (por exemplo, via regra de l'Hôpital) que
{\displaystyle \lim _{x\to 1}h(x)=2}
| h(0,9) | h(0,99) | h(0,999) | h(1.0)                                                                     | h(1,001) | h(1,01) | h(1,1) |
| 1,95   | 1,99    | 1,999    | {\displaystyle \rightarrow } não está definido {\displaystyle \leftarrow } | 2,001    | 2,010   | 2,10   |

Observa-se que {\textstyle x} pode ser tomado tão próximo de {\textstyle 1} quanto quisermos, sem no entanto ser igual a {\textstyle 1}, donde infere-se que o limite de {\textstyle f(x)} é {\textstyle 2}.

### Definição formal

A definição ε-δ de limite.

Sejam {\displaystyle I\subset \mathbb {R} } um intervalo de números reais, {\displaystyle a\in I} e {\displaystyle f:I-\{a\}\to \mathbb {R} } uma função real definida em {\displaystyle I-\{a\}.} Escrevemos
{\displaystyle A=\lim _{x\to a}f(x)}
quando para qualquer que seja {\displaystyle \varepsilon >0} existe um {\displaystyle \delta >0} tal que para todo {\displaystyle x\in I,} satisfazendo {\displaystyle 0<|x-a|<\delta ,} vale {\displaystyle |f(x)-A|<\varepsilon }. Ou, usando a notação simbólica:
{\displaystyle A=\lim _{x\to a}f(x)\Leftrightarrow \forall \varepsilon >0,\exists \delta >0,\forall x\in I;0<|x-a|<\delta \Rightarrow |f(x)-A|<\varepsilon }

### Exemplos de provas de limites

#### Exemplo 1
{\displaystyle \lim _{x\rightarrow 2}(3x+1)=7}
Supondo um {\displaystyle \epsilon >0}
{\displaystyle |(3x+1)-7|<\epsilon }
{\displaystyle |3x-6|<\epsilon }
Dividindo por 3 em ambos os lados:
{\displaystyle |x-2|<{\frac {\epsilon }{3}}}
O que prova o limite com {\displaystyle \delta ={\frac {\epsilon }{3}}>0}

#### Exemplo 2
{\displaystyle \lim _{x\rightarrow 1}(1+x)=2}
Supondo um {\displaystyle \epsilon >0}
{\displaystyle |1+x-2|<\epsilon }
{\displaystyle |x-1|<\epsilon }
E isso completa a prova com {\displaystyle \delta =\epsilon >0}

### Aproximação intuitiva
A noção de limite é fundamental no início do estudo de cálculo diferencial. A noção de limite pode ser aprendido de forma  intuitiva, pelo menos parcialmente.
Quando falamos do processo limite, falamos de uma incógnita que "tende" a ser um determinado número, ou seja, no limite, esta incógnita nunca vai ser o número, mas vai se aproximar muito, de tal maneira que não se consiga estabelecer uma distância que vai separar o número da incógnita. Em poucas palavras, um limite é um número para o qual y = f(x) difere arbitrariamente muito pouco quando o valor de x difere de x0 arbitrariamente muito pouco também.
Por exemplo, imaginemos a função: {\displaystyle f(x)=2x+1} e imaginando {\displaystyle f:\mathbb {R} \to \mathbb {R} } (Definida nos reais). Sabemos, lógico, que esta função nos dá o gráfico de uma reta, que não passa pela origem, pois se substituirmos:
{\displaystyle f(0)=2.0+1} que nos dá: {\displaystyle f(0)=0+1=1,} ou seja, no ponto onde x=0 (origem), o y (f(x)) é diferente de zero. Mas usando valores que se aproximem de 1, por exemplo:
- Se x=0,98 então: y=f(x)=2,96
- Se x=0,998 então: y=f(x)=2,996
- Se x=0,9998 então: y=f(x)=2,9996
- Se x=0,99999 então: y=f(x)=2,99998

Ou seja, à medida que x "tende" a ser 1, o y "tende" a ser 3. Então no processo limite, quando tende a ser um número, esta variável aproxima-se tanto do número, de tal forma que podemos escrever como no seguinte exemplo:
Exemplo 1.1: Sendo uma função f definida por: {\displaystyle f(x)=2x+1} nos reais, calcular o limite da função {\displaystyle f} quando {\displaystyle x\to 1.} Temos então, neste caso, a função descrita no enunciado e queremos saber o limite desta função quando o "x" tende a ser 1:
Ou seja, para a resolução fazemos:
Então, no limite é como se pudéssemos substituir o valor de x para resolvermos o problema. Na verdade, não estamos substituindo o valor, porque para o cálculo não importa o que acontece no ponto x, mas sim o que acontece em torno deste ponto. Por isso, quando falamos que um número "tende" a ser n, por exemplo, o número nunca vai ser n, mas se aproxima muito do número n. Enfim, como foi dito anteriormente, a definição de limite é tão e somente intuitiva. Vai de analisar a função que está ocorrendo apenas. Agora, o exercício do Exemplo 1.1 mostra que x se aproxima de 1 pela esquerda, ou seja:
Porém, temos também uma outra forma de se aproximar do número 3, na função {\displaystyle f(x)} descrita nos exemplo acima, por exemplo:
Se x=2, y=f(x)=5 ; Se x=1,8 então: y=f(x)=4,6 ; Se x=1,2 temos que: y=f(x)=3,4 ; Se x=1,111 então: y=f(x)=3,222. Podemos perceber então, que x está tendendo a 1 pela direita agora, e não mais pela esquerda como foi mostrado no exemplo anterior. Então para resolvermos problemas que envolvem cálculo, devemos saber como a função que está em jogo se comporta.

## Limites em funções de duas ou mais variáveis
A noção de limite, conquanto seja a mesma para todos os tipos de funções numéricas, nem sempre é fácil de se calcular. Muitas vezes é mesmo difícil de se afirmar que o limite exista ou não. A função distância entre os objectos da função, na definição formal anteriormente apresentada para uma variável, dada por {\displaystyle |x-a|,} não pode ser utilizada. Neste contexto, surge a necessidade de uma função distância. Nesse caso, a definição de limite é a seguinte:
Seja {\displaystyle f} uma função do tipo:
{\displaystyle D\subseteq \mathbb {R} ^{n}\rightarrow \mathbb {R} }{\displaystyle x\longmapsto f(x)=z}
Em que {\displaystyle x} é um vector com {\displaystyle n} coordenadas e {\displaystyle z} um número real. Se {\displaystyle a} for um vector com {\displaystyle n} coordenadas, então:
{\displaystyle \lim _{x\to a}f(x)=L\Leftrightarrow \forall \epsilon >0,\exists \delta >0:\left(x\in D\;\wedge 0<d(x,a)<\delta \right)\Longrightarrow |f(x)-L|<\epsilon }
Em que {\displaystyle d(x,a)=\|x-a\|} é a função distância.

### Exemplo
Uma função do tipo:
{\displaystyle \mathbb {R} ^{2}\rightarrow \mathbb {R} }{\displaystyle (x,y)\longmapsto f(x,y)=z}
pode ter evidentemente um limite, mas aqui há uma diferença fundamental.
Sobre a reta real, só existe verdadeiramente um grau de liberdade, ou seja, só se pode ir para a direita (no sentido de maiores números reais) ou para a esquerda (no sentido de menores números reais).
Com uma função de duas variáveis (só para ficar no caso mais simples) tem-se dois graus de liberdade. Consequentemente, pode-se ter infinitos caminhos entre dois pontos, o que na verdade influencia o valor do limite.
Ora, para que exista um valor de limite, é necessário que ele seja independente do caminho tomado para que o(s) valor(es) da(s) variável(eis) independentes sejam alcançados. Isso é verdade no caso unidimensional, quando os dois limites laterais coincidem. Caso contrário, o limite não existe.
De forma semelhante, quando se tem uma função bidimensional como:
{\displaystyle \mathbb {R} ^{2}\rightarrow \mathbb {R} }{\displaystyle (x,y)\longmapsto f(x,y)=xy}
o limite pode ser testado através de vários caminhos.
Suponha que se queira verificar o seguinte limite L desta função:
{\displaystyle \lim _{(x,y)\to (0,0)}f(x,y)=L}
Pode-se aproximar-se do valor (0,0) através das seguintes possibilidades (de entre uma infinidade delas):
- o limite através do eixo dos {\displaystyle yy,} ou seja,

{\displaystyle \lim _{x\to 0}f(x,0)=L}
Nesse caso o limite  L é zero.
- o limite através do eixo dos {\displaystyle xx,} ou seja,

{\displaystyle \lim _{y\to 0}f(0,y)=L}
Nesse caso, o limite L é também zero.
Poder-se-ia ficar enumerando todas as possibilidades, mas seria ocioso. No caso dessa função, o limite nesse ponto é sempre zero, conforme demonstraremos.
Vamos, então,  provar que
{\displaystyle \lim _{(x,y)\to (0,0)}xy=0}
Ou seja, provar que
{\displaystyle \forall \epsilon >0,\exists \delta >0:\left((x,y)\in \mathbb {R} ^{2}\;\wedge 0<\|(x,y)-(0,0)\|<\delta \right)\Longrightarrow |xy-0|<\epsilon }{\displaystyle \Leftrightarrow \forall \epsilon >0,\exists \delta >0:\left((x,y)\in \mathbb {R} ^{2}\;\wedge 0<{\sqrt {x^{2}+y^{2}}}<\delta \right)\Longrightarrow |xy|<\epsilon }
Vamos procurar escrever {\displaystyle \delta } em função de {\displaystyle \epsilon .}
{\displaystyle {\sqrt {x^{2}+y^{2}}}<\delta \Leftrightarrow x^{2}+y^{2}<\delta ^{2}}{\displaystyle |xy|\leq \max\{|x|,|y|\}^{2}\leq x^{2}+y^{2}<\delta ^{2}}
Se escolhermos {\displaystyle \delta ={\sqrt {\epsilon }},} então, pela segunda desigualdade, {\displaystyle |xy|<\delta ^{2}=\epsilon ,} o que prova o nosso limite.
Um exemplo de uma função que não apresenta valor de limite em (0,0) é a função:
{\displaystyle \mathbb {R} ^{2}\rightarrow \mathbb {R} }{\displaystyle (x,y)\longmapsto f(x,y)={xy \over (x^{2}+y^{2})}}
que pode ser provado fazendo-se a aproximação do ponto (0,0) através das parametrizações dadas pelas equações paramétricas:
{\displaystyle x=\left(\cos \alpha \right)t}
{\displaystyle y=\left(\mathrm {sen} \,\alpha \right)t}
a função toma a forma
{\displaystyle f(x,y)={\cos(\alpha )\mathrm {sen} \,(\alpha ) \over (\cos \alpha )^{2}+(\mathrm {sen} \,\alpha )^{2}}={\mathrm {sen} \,(2\alpha ) \over 2}}
Vê-se, então, que o valor do limite depende do ângulo α pelo qual a reta de parametrização permite que se aproxime do ponto (0,0). Dessa forma, o limite não existe nesse ponto para essa função.